# Schwarzdickkopf
Der Schwarzdickkopf (Melanorectes nigrescens), früher als Mohrenpitohui bezeichnet, ist eine Vogelart aus der Familie der Dickköpfe (Pachycephalidae). Er kommt in sechs Unterarten auf Neuguinea vor. Der Schwarzdickkopf kann Gift aus Käfern der Gattung Choresine in seinen Federn sequestrieren.

## Merkmale
Der Schwarzdickkopf erreicht eine Größe von 23 Zentimetern. Das Gewicht beträgt 73 bis 86 Gramm. Das Männchen der Nominatform hat einen vollkommen schieferschwarzen Körper. Der Scheitel und die Kopfseiten sind etwas dunkler. An den Flanken ist der Schieferfarbton intensiver. Die Schirmfedern und die Schwanzfedern sind schwarzbraun. die Iris ist dunkelbraun oder graubraun. Der Schnabel und die Beine sind schwarz. Beim Weibchen der Nominatform ist der Scheitel schieferbraun. Die Stirn und die Zügel sind etwas grauer.

## Unterarten und ihre Verbreitung
- M. n. nigrescens (Schlegel, 1871). Verbreitung: Vogelkop-Halbinsel (Tamrau-Gebirge, Arfakgebirge) im nordwestlichen Neuguinea
- M. n. schistaceus (Reichenow, 1900). Verbreitung: südöstliches Neuguinea östlich des Herzog-Gebirges.
- M. n. harterti (Reichenow, 1911). Verbreitung: Huon-Halbinsel (Saruwaged Mountains) im nordöstlichen Neuguinea. Benannt nach Ernst Hartert.
- M. n. meeki (Rothschild & Hartert, 1913). Verbreitung: Gebirge im westlichen Neuguinea (Weyland Ranges, Nassau Ranges und Oranje Ranges). Benannt nach Albert Stewart Meek.
- M. n. buergersi (Stresemann, 1922). Verbreitung: östliches Zentral-Neuguinea (Sepik-Gebirge und Hindenburg-Gebirge bis zum Mount Hagen)
- M. n. wandamensis (Hartert, 1930). Verbreitung: Wandammenhalbinsel im westlichen Neuguinea

## Lebensraum
Der Schwarzdickkopf bewohnt Wälder in mittleren Gebirgsregionen, hauptsächlich in Höhenlagen zwischen 1600 und 2000 m.

## Lebensweise
Der Schwarzdickkopf ist ein standorttreuer Vogel. Die Nahrung besteht aus Insekten, Früchten und gelegentlich aus Samen. Er geht zwischen dem Boden und den unteren Baumschichten auf Nahrungssuche. Informationen zum Fortpflanzungsverhalten basieren auf wenigen Beobachtungen. Das napfförmige Nest wird hoch in einem Baum aus Farnwedeln und feinen Würzelchen errichtet. Die ein bis zwei Eier sind kastanienbraun oder tiefrosa und weisen helle sowie dunkle braune und graue Flecken auf.

## Bestand und Gefährdung
Informationen zur Größe der Population liegen nicht vor. Der Mohrenpitohui wird als nicht häufig beschrieben. BirdLife International stuft ihn als „nicht gefährdet“ (least concern) ein.

## Weblink
- Melanorectes nigrescens in der Roten Liste gefährdeter Arten der IUCN 2071.1. Eingestellt von: BirdLife International, 2016. Abgerufen am 30. Juli 2017.